# Blakely (Georgie)
Blakely je město v Early County, v Georgii, ve Spojených státech amerických. V roce 2011 žilo ve městě 5057 obyvatel.

## Demografie
Podle sčítání lidí v roce 2000 žilo ve městě 5696 obyvatel, 2060 domácností a 1413 rodin. V roce 2011 žilo ve městě 2272 mužů (44,9%), a 2785 žen (55,1%). Průměrný věk obyvatele je 35 let.